# Podejrzany (powieść)
Podejrzany (tytuły oryginalne: ang. Running Blind • ang. The Visitor) – czwarta powieść serii z Jackiem Reacherem, brytyjskiego pisarza Lee Childa, wydana po raz pierwszy w kwietniu 2000 roku w Wielkiej Brytanii przez wydawnictwo Bantam pod tytułem The Visitor oraz w lipcu 2000 roku w Stanach Zjednoczonych przez wydawnictwo Putnam pod tytułem Running Blind. Pierwsze polskie wydanie Podejrzanego ukazało się nakładem wydawnictwa Albatros w marcu 2010 roku.

## Zarys fabuły
Trudno jest kobiecie osiągnąć zawrotną karierę w wojsku. Bardzo trudno. Kiedy sierżant Amy Callan i porucznik Caroline Cook zostają znalezione martwe w ich własnych domach, w wannach wypełnionych wojskową farbą do kamuflażu, a ich ciała są całkowicie bez skazy, podejrzany zostaje Jack Reacher. Reacher znał kobiety i wie, że obie opuściły armię w wątpliwych, nieprzyjemnych okolicznościach, ponieważ w przeszłości służył w żandarmerii wojskowej i prowadził ich sprawy. Teraz jako samotnik i włóczęga odpowiada profilowi psychologicznemu przygotowanego przez FBI, zostaje więc aresztowany przez ambitną agentkę specjalną – Julię Lamarr. Kiedy jednak odkryte zostają kolejne zwłoki kobiety – sierżant Lorraine Stanley, która zginęła z podobną precyzją – Jack Reacher zostaje uwolniony od podejrzeń. Wszyscy obawiają się, że na wolności grasuje seryjny morderca. FBI angażuje więc Jacka Reachera, bowiem zna on dobrze szeregi wojskowe, w których agenci nie są mile widziani, a ponadto zachodzi podejrzenie, iż sprawcą może być wojskowy. Reacher mocno angażuje się w dochodzenie, a złapanie mordercy staje się dla niego priorytetem.

## Informacje wydawnicze
Pierwsze polskie wydanie powieści zostało wydane przez wydawnictwo Albatros w marcu 2010 roku pod tytułem Podejrzany. Książka została wydana w dwóch wersjach: w oprawie miękkiej oraz w oprawie twardej. Wydawnictwo Albatros ponownie wydało tę książkę w listopadzie 2011 roku.
| Informacje wydawnicze | Wydanie I              | Wydanie I              | Wydanie II             |
| --------------------- | ---------------------- | ---------------------- | ---------------------- |
| Wydawnictwo           | Albatros               | Albatros               | Albatros               |
| Tytuł                 | Podejrzany             | Podejrzany             | Podejrzany             |
| ISBN                  | ISBN 978-83-7359-900-0 | ISBN 978-83-7659-037-0 | ISBN 978-83-7659-795-9 |
| Data wydania          | 2010/03                | 2010/03                | 2011/11                |
| Liczba stron          | 462, [1]               | 462, [1]               | 462, [1]               |
| Oprawa/Format         | miękka                 | twarda                 | miękka                 |
| Wymiary [mm]          | 125x195                | bd.                    | 145x205                |